# Secondo Pollo
Secondo Pollo (Caresanablot, 2 gennaio 1908 – Dragali, 26 dicembre 1941) è stato un presbitero e militare italiano, appartenente al corpo degli alpini, medaglia d'argento al valor militare.
È venerato come beato dalla Chiesa cattolica, in particolare come primo Beato Alpino.

## Biografia
Entrato a 11 anni nel seminario diocesano di Vercelli, vi rimane fino al compimento degli studi liceali per poi iniziare quelli teologici a Roma, dove è tra gli alunni del Pontificio seminario lombardo. Ricevuti gli ordini minori ed il diaconato, nel 1931 si laurea in filosofia presso la Pontificia Accademia di San Tommaso e in teologia presso la Pontificia Università Gregoriana. A Roma incontrerà anche il futuro cardinale genovese Giuseppe Siri, anche lui nella Città Eterna per studio e formazione che ebbe sincera ammirazione per lui.

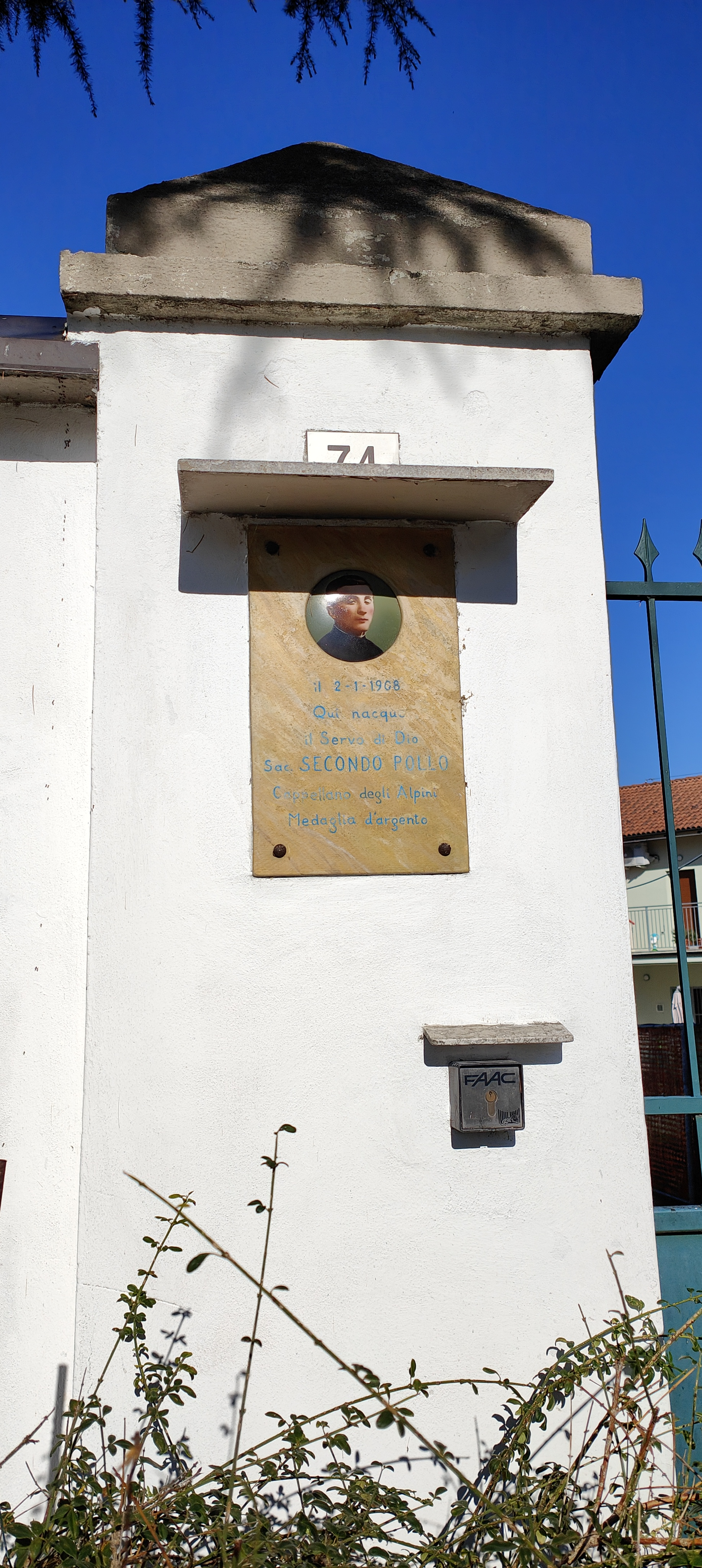
La targa posta all'ingresso della cascina "Buronzina" dove nacque Secondo da genitori agricoltori che lavoravano per i proprietari. Si trova verso fine Caresanablot (direzione Quinto Vercellese), in via Vercelli 74, sulla SS. 25

Il 15 agosto è ordinato presbitero dall'allora arcivescovo di Vercelli Giacomo Montanelli. Viene incaricato dell'insegnamento nel seminario minore e successivamente, dal 1936 al 1940, insegna filosofia e teologia nel seminario maggiore di Vercelli; inoltre viene nominato Assistente diocesano dei giovani di Azione Cattolica.
Don Pollo era conosciuto presso l'allora Curia Castrense di Roma soprattutto dal vicario generale mons. Rusconi, proveniente dalla Arcidiocesi di Vercelli; questo spiega la scelta delle autorità militari. Se ne conosceva la fama di efficacissimo animatore dei giovani e si conoscevano molto bene anche i suoi limiti fisici e l’essere monocolo, ma, evidentemente, su tutto ciò prevalse la considerazione del suo valore umano e ministeriale.
A sua volta, don Secondo obbedisce subìto alla chiamata senza cercare scappatoie (da lui interpretata come convocazione da parte di Gesù), al suo vescovo fornisce questa spiegazione anche in senso spirituale: “Dopo una lunga peregrinazione sono giunto finalmente a destinazione al posto assegnato…” .
Si reca a Torino, presso i Comandi Superiori, vestito da truppa, come lui stesso specifica, e si fornisce dell’altare da campo nell’apposita valigetta. A questo punto si avvia a destinazione con i mezzi di trasporto dell'epoca; resta solo un ultimo tratto di strada (una mulattiera) pure in salita, da percorrere a piedi.
Inizialmente la visione di questo cappellano mingherlino, goffo nei modi, l'uniforme di taglia approssimata, pure sudato, ansimante, desta nei militari una certa meraviglia, perplessità e per alcuni addirittura delusione. Alla presentazione degli ufficiali e altri membri emerge invece il suo straordinario carisma. Testimonianza di un ufficiale dichiaratamente ateo espressa con le parole: "sì che era debole e di salute delicata, ma dentro era animato da una eccezionale forza...".
Con l'inizio della guerra il nuovo incarico lo porta a seguire i giovani con i quali aveva operato e - pur con una rilevante menomazione all'occhio sinistro - chiede di diventare cappellano militare, con tale nomina viene assimilato al grado di tenente cappellano del 3º battaglione "Val Chisone" (zona pinerolese) della Divisione Alpina Alpi Graie. La data esatta è il 28 Giugno 1940: don Secondo Pollo inizia a prestare servizio per il Regio Esercito. All'epoca giunge ad operazioni belliche già cessate, ma questo rappresenta solo l'inizio che di lì a breve lo avrebbe portato a perdere la vita.
Verso la fine del 1941 il battaglione viene inviato in Montenegro a Cervice. Il 26 dicembre, mentre soccorreva un ferito, viene colpito da un proiettile che gli recide l'arteria femorale; ciò gli provoca la morte per dissanguamento. Dalle testimonianze emerse che, benché gravemente ferito, era più preoccupato degli altri che di sé stesso.
Sepolto nel cimitero di Scagliari presso Cattaro, solo nel 1961 la salma viene trasferita nel cimitero di Caresanablot, suo paese natale e il 25 maggio 1968 definitivamente trasferita nella Cattedrale di Sant'Eusebio a Vercelli, dapprima nella terza Cappella della navata di destra. Il 26 dicembre 2000, i suoi resti, posti in un’urna di cristallo ed argento, sono inumati definitivamente sotto la mensa dell’altare della terza Cappella della navata sinistra. Ogni anno il suo giorno di morte viene commemorato.

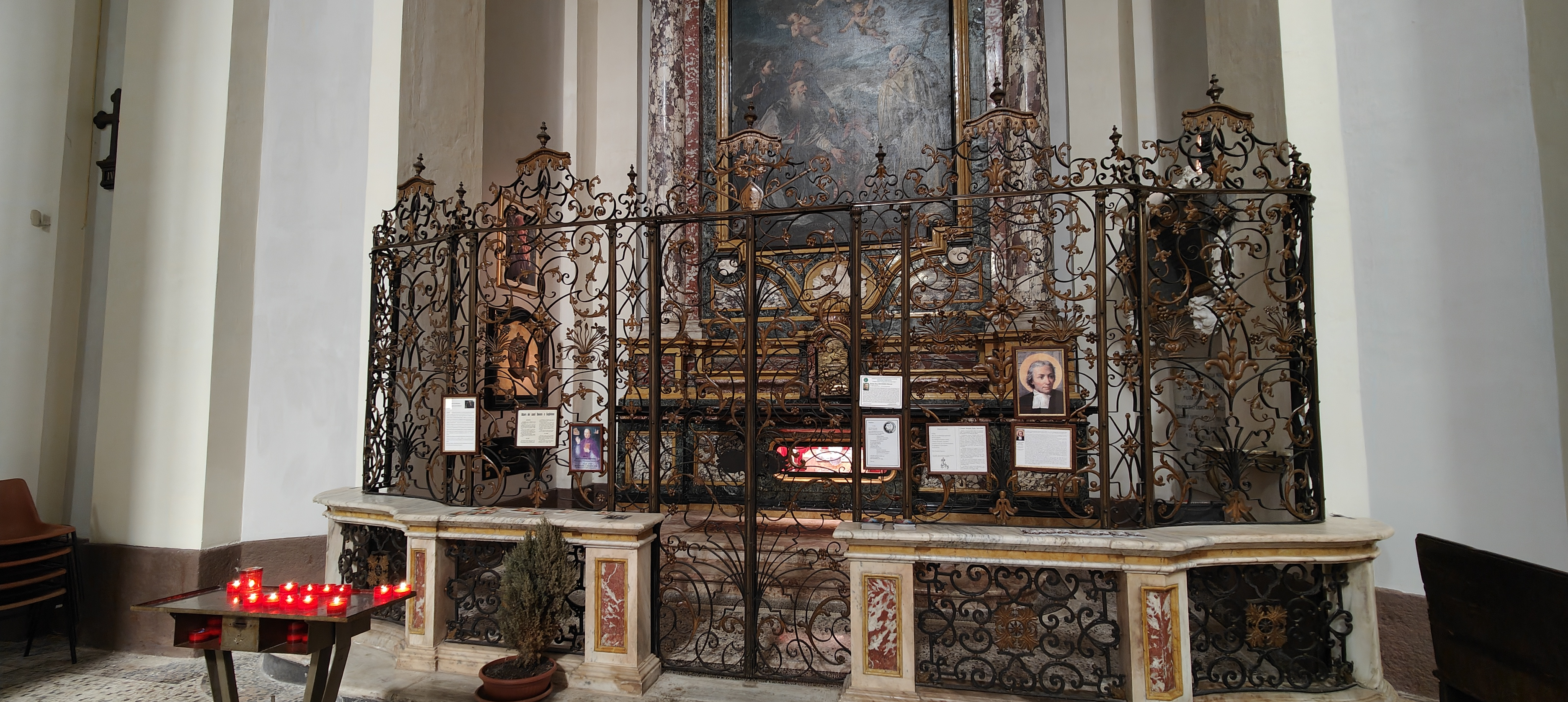
L'urna contenente i resti mortali posta sotto l'altare, navata sinistra nella Cattedrale vercellese

Il generale Emilio Faldella, suo colonnello quando comandava il 3º Reggimento Alpini, scrive di lui:

## Culto
Il 23 maggio 1998, papa Giovanni Paolo II lo ha elevato agli onori degli altari a Vercelli proclamando beato il primo alpino, il quale con la sua morte lasciò:

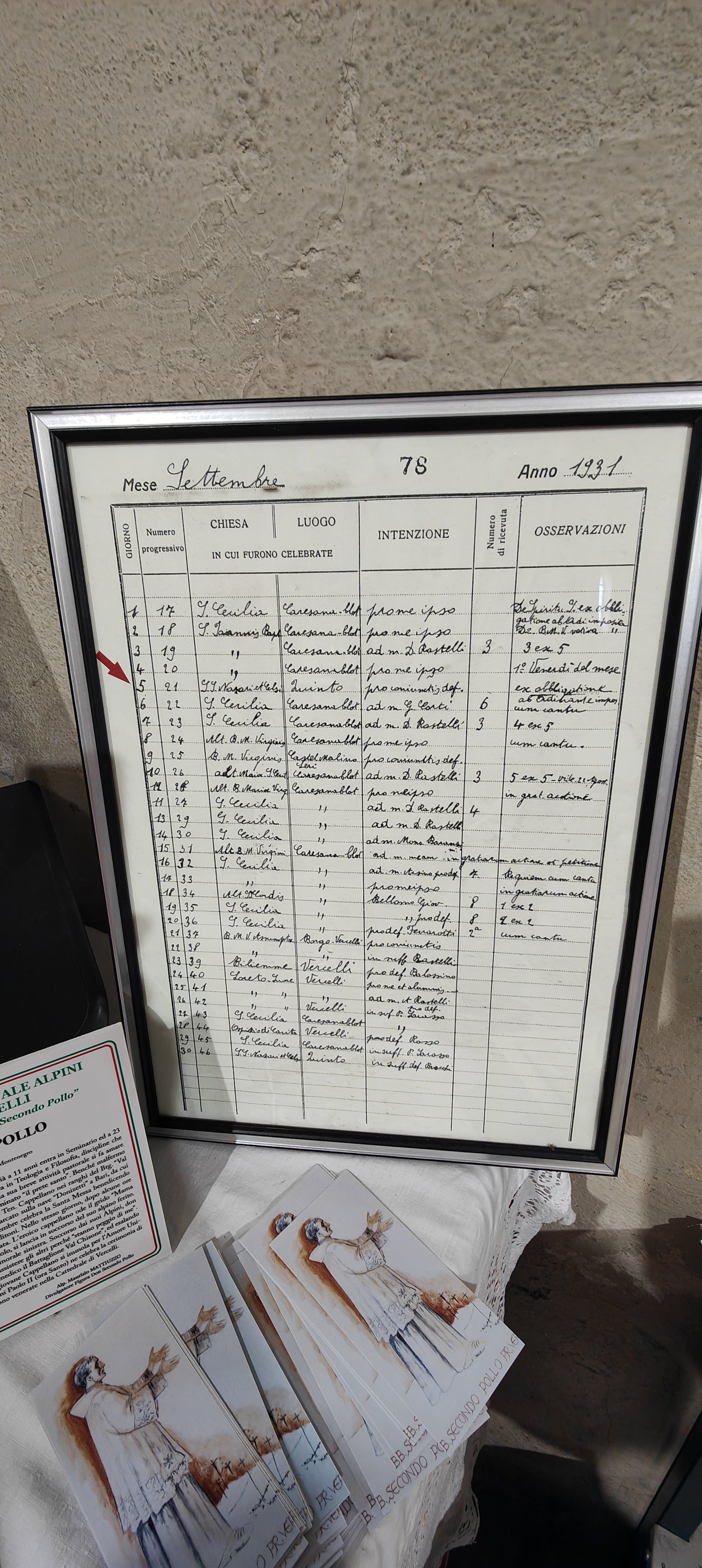
Libro delle messe del settembre 1931 scritto di suo pugno da don Secondo Pollo, mostra temporanea settembre 2023 presso la Chiesa dei Santi Nazario e Celso (Quinto Vercellese)

La sua festa è inserita nel calendario liturgico il 26 dicembre, anniversario della morte, e anche il 4 gennaio.

## Onorificenze

### Riconoscimenti
- A Chivasso (TO) il gruppo alpini ha edificato un sacello inaugurato l'8 aprile 2001.
- A Villareggia è stato inaugurato un Capitello votivo in suo ricordo il 22 settembre 2002, l'effigie che lo ritrae è opera del vercellese Renzo Roncarolo.
- A Caresanablot (VC), in piazza Secondo Pollo, è stato edificato un monumento in suo onore.[12]